# Ajn as-Sauda
Ajn as-Sauda (arab. عين السودة) – wieś w Syrii, w muhafazie Idlib. W 2004 roku liczyła 2947 mieszkańców.